# Mattea Meyer

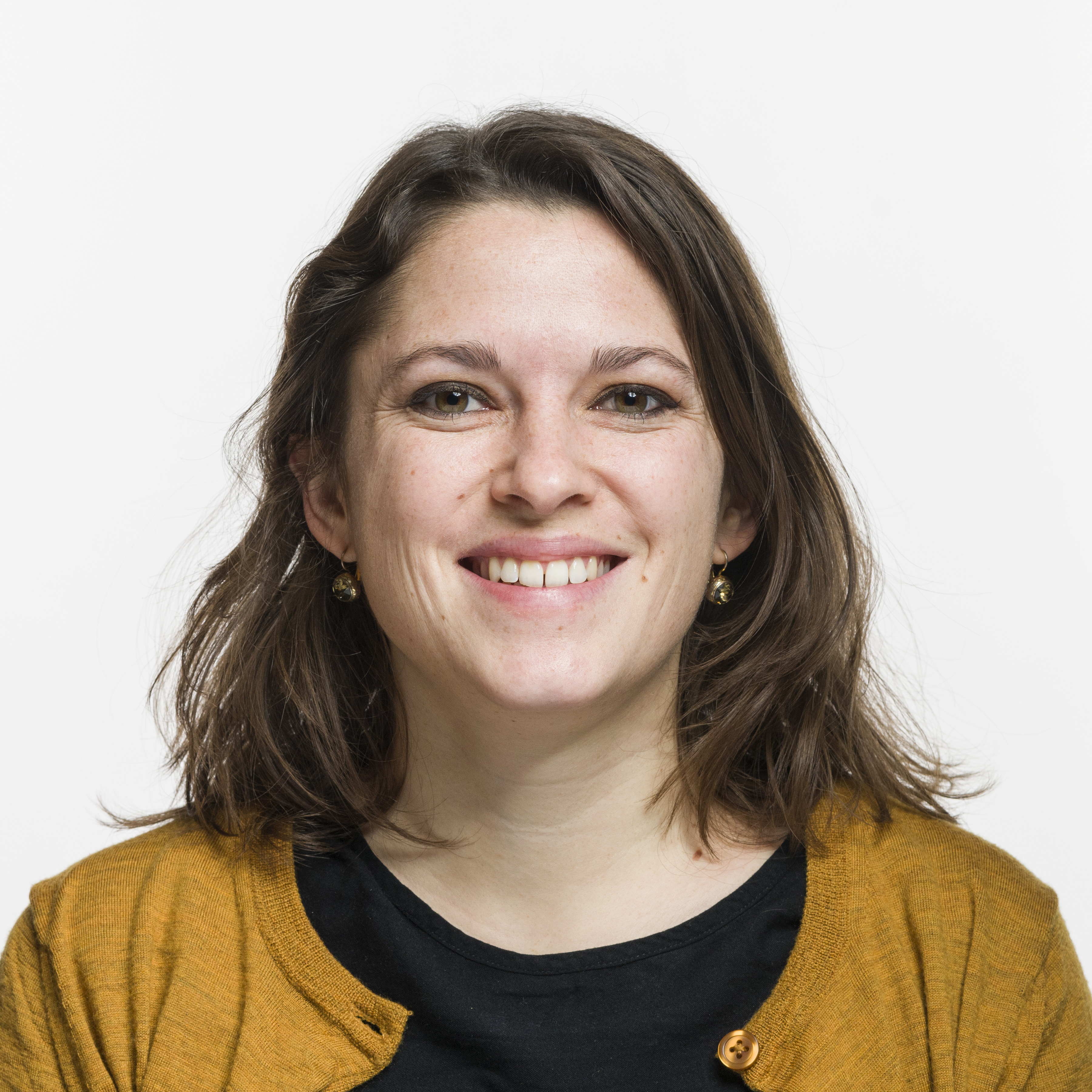
Mattea Meyer (2019)

Mattea Julia Meyer (* 9. November 1987 in Basel; heimatberechtigt in Villmergen und Opfikon) ist eine Schweizer Politikerin und Co-Präsidentin der Sozialdemokratischen Partei der Schweiz (SP).

## Früher Werdegang und Ausbildung
Mattea Meyer wurde im 1987 in Basel geboren und wuchs mit einer Schwester und einem Bruder in Rothenfluh im Kanton Basel-Landschaft und Winterthur im Kanton Zürich auf. Ihr politisches Interesse begann eigenen Angaben nach in der Gymnasialzeit. Mit sechzehn Jahren tritt sie der Frauensektion von Amnesty International in Zürich bei. Kurz danach tritt sie in Winterthur den Jungsozialist*innen (JUSO) bei.
Mattea Meyer studierte zwischen 2007 und 2015 Geschichte, Geographie sowie Politikwissenschaften an der Universität Zürich. Im 2015 schloss sie ihr Studium mit einem Master in Wirtschaftsgeografie ab. Seit 2013 war sie während zwei Jahren als persönliche Mitarbeiterin der Nationalräte Cédric Wermuth und Marina Carobbio tätig.

## Politische Laufbahn
Sie war von 2009 bis 2013 Vizepräsidentin der JungsozialistInnen Schweiz. 2010 rutschte sie in den Gemeinderat von Winterthur nach. 2011 bis 2015 war sie Kantonsrätin im Kanton Zürich für den Wahlkreis XIV Winterthur Stadt. Im Kantonsrat war sie von 2011 bis 2013 Mitglied der Kommission für Bildung und Kultur, dann Mitglied der Kommission für Wirtschaft und Abgaben. 2015 wurde sie mit dem besten Resultat ihrer Partei in ihrem Wahlkreis wiedergewählt.
Im April 2015 wurde sie von der Kantonalpartei auf Platz 4 der 34-köpfigen Liste für die Nationalratswahlen 2015 gesetzt; die NZZ bezeichnete sie in der Folge als «neues Supertalent» der SP. Am 18. Oktober 2015 schaffte sie im ersten Anlauf die Wahl in den Nationalrat und trat als Kantonsrätin zurück.
In ihrer ersten Legislaturperiode im Nationalrat war sie Mitglied der Finanzkommission sowie der Immunitätskommission des Nationalrates. In der Immunitätskommission amtete sie die ersten zwei Jahre als Vizepräsidentin, anschliessend hat Meyer das Präsidium übernommen. In ihrer zweiten Legislaturperiode nahm sie anstelle der Finanzkommission in der Kommission für soziale Sicherheit und Gesundheit (SGK) Einsitz und blieb in der Immunitätskommission.
Bei den Parlamentswahlen 2019 und 2023 schaffte Meyer die Wiederwahl als Nationalrätin.
Im Dezember 2019 gab Meyer bekannt, zusammen mit Cédric Wermuth für das Präsidium der SP Schweiz zu kandidieren. Sie wurden am 17. Oktober 2020 gewählt.

## Persönlich
Meyer ist mit Marco Kistler liiert, das Paar hat zwei Kinder (* 2017, * 2021).